# Polyalthia lateriflora
Polyalthia lateriflora (Blume) Kurz – gatunek rośliny z rodziny flaszowcowatych (Annonaceae Juss.). Występuje naturalnie w Mjanmie oraz na indyjskich wyspach Andamanach i Nikobarach. 

## Morfologia
PokrójZimozielone drzewo dorastające do 6–20 m wysokości.
LiścieMają kształt od podłużnego do podłużnie eliptycznego. Mierzą 25–40 cm długości oraz 8–18 cm szerokości. Nasada liścia jest od zaokrąglonej do prawie sercowatej. Blaszka liściowa jest o wierzchołku od ostrego do krótko spiczastego. Ogonek liściowy jest nagi i dorasta do 7 mm długości.
KwiatySą zebrane w pęczki, rozwijają się w kątach pędów. Działki kielicha mają owalny kształt, są owłosione i dorastają do 4–5 mm długości. Płatki mają podłużnie lancetowaty kształt i zielonożółtawą barwę, są owłosione, mniej lub bardziej skórzaste, osiągają do 40–50 mm długości. Kwiaty mają owłosione owocolistki o równowąskim kształcie i długości 1–2 mm.
OwocePojedyncze mają kształt od jajowatego do elipsoidalnego, zebrane w owoc zbiorowy. Są nagie, osadzone na szypułkach. Osiągają 25–35 mm długości i 6 mm szerokości. Mają czerwoną barwę.

## Biologia i ekologia
Rośnie w wilgotnych lasach podzwrotnikowych (częściowo zimozielonych). Występuje na wysokości do 1000 m n.p.m.